# Hans Lipperhey
Hans Lipperhey (błędnie Lippershey, również łac. Johannes Lipperhey; ur. 1570 w Wesel, Niemcy, zm. we wrześniu 1619 w Middelburgu, Holandia) – niemiecko-holenderski optyk i wynalazca.

## Życiorys
Lipperhey urodził się w niemieckim księstwie Kleve w 1570 roku i osiadł w Middleburgu, stolicy Zelandii, jednej z holenderskich Zjednoczonych Prowincji. W 1594 roku ożenił się, a w 1602 roku uzyskał obywatelstwo. Jako optyk zajmował się wytwarzaniem okularów. W październiku 1608 roku zaprezentował księciu Maurycemu Orańskiemu wynalazek teleskopu i jako pierwszy złożył wniosek do Stanów Generalnych o przyznanie mu patentu. Stany Generalne odmówiły. Lipperhey zbudował dla nich kilka lunet dwuobiektywowych, za co został sowicie wynagrodzony. Nie ma pewności, czy to on był pierwszym wynalazcą teleskopu, jednak list polecający, wydany dla niego 25 września 1608 roku, jest najstarszym dowodem istnienia tego instrumentu. Niedługo później odkrycie teleskopu ogłosili Jacob Metius i Zacharias Janssen.
Wynalazek mikroskopu bywa także przypisywany Lipperheyowi, jednak Willem Boreel zapewniał, że instrument ten wynaleźli wcześniej Zacharias Janssen i jego ojciec Hans.
Według anegdoty, Lipperhey odkrył zasadę działania teleskopu, obserwując dzieci, bawiące się w warsztacie soczewkami.
Planetoida (31338) Lipperhey i krater Lippershey na Księżycu noszą jego nazwisko. W 2015 roku na jego cześć została nazwana także planeta pozasłoneczna 55 Cancri d.